# Повість про Пташкіна
«Повість про Пташкіна» — радянський комедійний художній фільм 1964 року, знятий режисером Борисом Крижановським на Кіностудії ім. О. Довженка.

## Сюжет
Дія відбувається у мирні дні на одному із загпромислів України. Начальник пожежної команди Яша Пташкін, трохи дивакувата і дивна людина, закохався у найкрасивішу дівчину селища — лікаря Віку. Але Віка не хотіла всерйоз приймати наполегливі залицяння Яші і тільки жартувала з нього. Однак, більше дізнаючись про Яшу, Віка відкривала в ньому все нові й нові переваги, що підтверджують його скромність, чуйність, глибину думок і чистоту його почуттів. Якось під час великої пожежі, яка загрожувала перекинутися на свердловини, Яша показав дива безстрашності. Але в останній момент, коли небезпека вже була майже ліквідована, від газу, що скупчився, вибухнула цистерна і вогненною шапкою накрила Яшу. А коли він прийшов до тями, то побачив біля себе Віку і зрозумів, що тепер вони вже ніколи не розлучаться.

## У ролях
- Володимир Антонов — Яша Пташкін
- Вікторія Духіна — Віка
- Олег Комаров — Доня
- Люсьєна Овчинникова — Феня
- Микола Гринько — Понєдєльнік
- Володимир Олексієнко — Чаговець
- Михайло Кириллов — Позичин
- Мотеюс Валанчус — Микола
- Лев Перфілов — піонервожатий
- Геннадій Болотов — шофер

## Знімальна група
- Режисер — Борис Крижановський
- Сценарист — Микола Омельченко
- Оператор — Лев Штифанов
- Композитор — Євген Зубцов
- Художник — Георгій Прокопець